# Paul Ferdinand Schilder
Paul Ferdinand Schilder (Vienna, 15 febbraio 1886 – New York, 7 dicembre 1940) è stato uno psicologo austriaco.
Membro della Società Psicanalitica Viennese dal 1920, fu studioso degli psicogeni e dei disturbi psichiatrici. Nel 1928 si trasferì negli USA, ove lavorò all'Università Johns Hopkins e all'UCM. Fu uno dei pionieri nello studio dell'adolescenza.